# Adela Demetja
Adela Demetja (ur. 1984 w Tiranie) – albańska artystka multimedialna i kuratorka wystaw.

## Życiorys
W 2002 ukończyła naukę w Liceum Artystycznym Jordan Misja w Tiranie. W latach 2002-2006 studiowała w Akademii Sztuk w Tiranie (klasa Ediego Hili). Studia kontynuowała w Hochschule für Gestaltung w Karlsruhe. Mieszka i tworzy w Monachium. Od 2010 kieruje niezależną instytucją artystyczną Tirana Art Lab-Center for Contemporary Art. W 2015 była kuratorką wystawy „International Contemporary Project Biennale D-0 Ark Underground”, zorganizowanej w schronie przeciwatomowym w Konjicu.

## Twórczość
Po raz pierwszy zaprezentowała publicznie swoje prace na wystawie grupowej, zorganizowanej w 2003 w Tiranie. W latach 2004-2008 Prezentowała prace na pięciu wystawach w Danii, Grecji, Holandii i w Kosowie.